# Adamowo (województwo podlaskie)
Adamowo – osada w Polsce położona w województwie podlaskim, w powiecie siemiatyckim, w gminie Mielnik.
W latach 1975–1998 miejscowość administracyjnie należała do województwa białostockiego.
Przez wieś przebiega droga wojewódzka nr 640. W miejscowości znajduje się przepompownia PERN na ropociągu „Przyjaźń” (odcinek wschodni).
Wierni kościoła rzymskokatolickiego należą do parafii św. Stanisława w Niemirowie.